# جدجد كامل
جدجد كامل (الاسم العلمي: Gryllus integer) هو نوع من الحشرات يتبع جنس الجدجد من فصيلة الجداجد الحقيقية.